# تغییرات اقلیمی در استرالیا

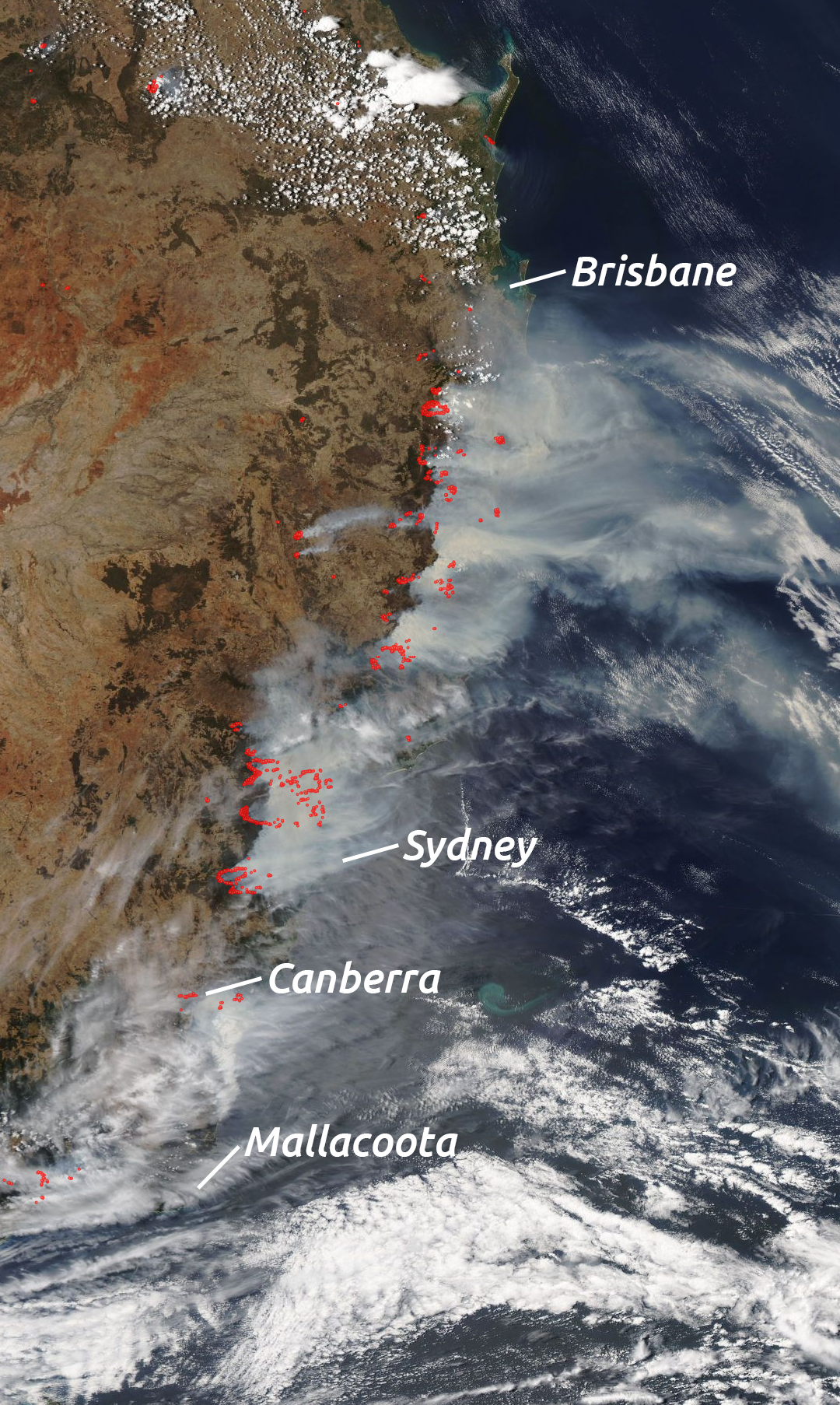
همان‌طور که از نقشه آتش‌سوزی جنگل‌های استرالیا (۲۰-۲۰۱۹) برمی‌آید، تغییرات اقلیمی باعث افزایش تعداد و شدت آتش‌سوزی‌های جنگلی شده است.

تغییرات اقلیمی از آغاز قرن بیست و یکم به یک مسئله حیاتی در استرالیا تبدیل شده است. این کشور در حال گرم‌تر شدن است و به دلیل تغییرات اقلیمی، بیشتر در معرض گرما، آتش‌سوزی‌های جنگلی، خشکسالی، سیل و فصول طولانی‌تر آتش‌سوزی قرار دارد. از جمله مسائل اقلیمی می‌توان به آتش‌سوزی‌های گسترده، موج‌های گرما، طوفان‌های گردبادی، بالا آمدن سطح دریا و فرسایش اشاره کرد.
از آغاز قرن بیستم، میانگین دمای سالانه استرالیا بیش از ۱٫۴ درجه سانتی‌گراد افزایش یافته است، به طوری که در ۵۰ سال گذشته، سرعت گرمایش دو برابر ۵۰ سال قبل بوده است. رویدادهای اقلیمی اخیر مانند افزایش شدید دما و خشکسالی گسترده، توجه دولت و مردم را به تأثیرات تغییرات اقلیمی در استرالیا جلب کرده است. بارندگی در جنوب غربی استرالیا از دهه ۱۹۷۰ تاکنون ۱۰ تا ۲۰ درصد کاهش یافته است، در حالی که جنوب شرقی استرالیا نیز از دهه ۱۹۹۰ با کاهش بارندگی مواجه بوده است. پیش‌بینی می‌شود بارندگی‌ها سنگین‌تر و نامنظم‌تر شده و در تابستان بیشتر از زمستان رخ دهند. همچنین انتظار می‌رود میانگین دمای سالانه استرالیا تا سال ۲۰۳۰ بین ۰٫۴ تا ۲٫۰ درجه سانتی‌گراد و تا سال ۲۰۷۰ بین ۱ تا ۶ درجه سانتی‌گراد نسبت به سطح سال ۱۹۹۰ افزایش یابد. در این مدت، پیش‌بینی می‌شود میانگین بارندگی در جنوب غربی و جنوب شرقی استرالیا کاهش یابد، در حالی که مناطقی مانند شمال غربی ممکن است شاهد افزایش بارندگی باشند.
تغییرات اقلیمی بر محیط زیست و زیست‌بوم‌های این قاره تأثیر می‌گذارد. استرالیا به دلیل مناطق وسیع خشک و نیمه خشک، آب و هوای گرم و تغییرات زیاد بارندگی سالانه، در برابر اثرات گرمایش جهانی که برای ۵۰ تا ۱۰۰ سال آینده پیش‌بینی می‌شود، آسیب‌پذیر است. خطر بالای آتش‌سوزی در این قاره، این آسیب‌پذیری را در برابر تغییرات دما و اقلیم افزایش می‌دهد. همچنین سواحل استرالیا به دلیل افزایش ۸ تا ۸۸ سانتی‌متری سطح آب دریاها، با فرسایش و خطر غرق شدن مواجه خواهند شد. اکوسیستم‌های منحصربه‌فرد استرالیا مانند صخره‌های مرجانی بزرگ و بسیاری از گونه‌های جانوری نیز در معرض خطر هستند.
تغییرات اقلیمی عواقب زیادی برای اقتصاد، کشاورزی و سلامت عمومی استرالیا دارد. این تغییرات باعث افزایش سیل، خشکسالی و طوفان‌های گردبادی خواهد شد. همچنین، جمعیت استرالیا بیشتر در مناطق ساحلی زندگی می‌کنند که در معرض خطر بالا آمدن سطح دریا هستند و فشارهای موجود بر منابع آب را تشدید می‌کند. بومیان استرالیایی نیز به دلیل نابرابری‌های اجتماعی و اقتصادی که از گذشته به ارث برده‌اند، بیشتر از دیگران در معرض آسیب‌های ناشی از تغییرات اقلیمی قرار دارند. جوامع شمالی که بومیان استرالیایی و جزیره‌نشینان تنگه تورس در آن‌ها زندگی می‌کنند، بیشترین آسیب را دیده‌اند، زیرا آن‌ها برای تأمین غذا، فرهنگ و سلامت خود به زمین‌های سنتی وابسته‌اند. این مسئله باعث شده است که بسیاری از آن‌ها به فکر مهاجرت بیفتند.
استرالیا نیز در تغییرات اقلیمی نقش دارد، زیرا سرانه انتشار گازهای گلخانه‌ای آن بالاتر از میانگین جهانی است. این کشور به شدت به زغال سنگ و سایر سوخت‌های فسیلی وابسته است، اگرچه استفاده از انرژی‌های تجدیدپذیر در حال افزایش است. استرالیا متعهد شده است تا سال ۲۰۵۰ به انتشار صفر خالص گازهای گلخانه‌ای برسد، اما در رتبه‌بندی‌های بین‌المللی به دلیل اهداف و عملکرد ضعیف در زمینه تغییرات اقلیمی، رتبه پایینی دارد. سازگاری با تغییرات اقلیمی می‌تواند در سطح ملی و محلی انجام شود و در بررسی سال ۲۰۰۷ گارنات به عنوان یک اولویت برای استرالیا شناسایی شد.
تغییرات اقلیمی از دهه ۲۰۰۰ به یک موضوع جنجالی و سیاسی در استرالیا تبدیل شده است و باعث شده دولت‌های مختلف سیاست‌های کاهش انتشار گازهای گلخانه‌ای مانند قیمت‌گذاری کربن را اجرا یا لغو کنند. برخی از رسانه‌های استرالیایی نیز اطلاعات نادرست در مورد تغییرات اقلیمی را منتشر می‌کنند. این موضوع باعث اعتراضات گسترده در حمایت از سیاست‌های مقابله با تغییرات اقلیمی شده است، از جمله برخی از بزرگ‌ترین تظاهرات در تاریخ استرالیا.

## انتشار گازهای گلخانه‌ای

سرانهٔ انتشار گاز گلخانه‌ایِ دی‌اکسید کربن بر اساس کشور.

میزان انتشار گازهای گلخانه‌ای توسط استرالیا در سال ۲۰۱۹ به ۵۳۳ میلیون تن معادل دی‌اکسید کربن رسید که نشان‌دهنده سرانه انتشار ۲۱ تن دی‌اکسید کربن معادل است، یعنی سه برابر میانگین جهانی. زغال سنگ مسئول ۳۰ درصد از این انتشارات بود. برآوردهای صورت‌گرفته در فهرست ملی گازهای گلخانه‌ای برای سال منتهی به مارس ۲۰۲۱، میزان انتشار را ۴۹۴٫۲ میلیون تن نشان داد که ۲۷٫۸ میلیون تن یا ۵٫۳ درصد کمتر از سال قبل است. این رقم ۲۰٫۸ درصد کمتر از سال ۲۰۰۵ (سال مبنا برای توافق‌نامه پاریس) است.
برپایه گزارش دولت، این کاهش نشان‌دهنده کاهش انتشارات حمل و نقل به دلیل محدودیت‌های همه‌گیری کووید-۱۹، کاهش انتشارات فرّار و کاهش انتشارات ناشی از برق است. با این حال، انتشار گازهای گلخانه‌ای از بخش‌های زمین و کشاورزی افزایش یافته است.
استرالیا عمدتاً از انرژی زغال سنگ برای تولید برق استفاده می‌کند که در سال ۲۰۲۰، ۶۶ درصد از کل تولید برق شبکه را تشکیل می‌داد، اما این میزان به سرعت در حال کاهش است و سهم انرژی‌های تجدیدپذیر در حال افزایش است. اکثر نیروگاه‌های زغال‌سنگ موجود نیز قرار است بین سال‌های ۲۰۲۲ تا ۲۰۴۸ فعالیت خود را متوقف کنند. انتشار گازهای گلخانه‌ای توسط این کشور کاهش یافته و انتظار می‌رود که در سال‌های آینده با راه‌اندازی پروژه‌های تجدیدپذیر بیشتر، این روند ادامه یابد.
«ردیاب اقدامات اقلیمی» (Climate Action Tracker)، تعهد کلی استرالیا برای کاهش انتشار گازهای گلخانه‌ای را «ناکافی» ارزیابی می‌کند. سیاست‌ها و اقدامات «ناکافی»، هدف داخلی «تقریباً کافی»، هدف سهم عادلانه «ناکافی» و تأمین مالی اقلیمی «به شدت ناکافی» است. این به این دلیل است که دولت استرالیا به سرمایه‌گذاری در پروژه‌های گاز طبیعی ادامه داده، از افزایش هدف انتشار داخلی خود برای سال ۲۰۳۰ خودداری کرده و در مسیر دستیابی به هدف فعلی خود نیست.
تغییرات اقلیمی در استرالیا ناشی از انتشار گازهای گلخانه‌ای است و این کشور به‌طور کلی گرم‌تر می‌شود و به دلیل تغییرات اقلیمی بیشتر در معرض گرمای شدید، آتش‌سوزی‌های جنگلی، خشکسالی، سیل و فصول طولانی‌تر آتش‌سوزی قرار می‌گیرد.

## رویدادهای شدید آب و هوایی
احتمالاً الگوهای بارندگی و میزان خشکسالی‌ها و طوفان‌های ناشی از شرایط آب و هوایی شدید تحت تأثیر قرار خواهند گرفت. سازمان تحقیقات علمی و صنعتی همسود (CSIRO) پیش‌بینی می‌کند که افزایش دمای بین ۲ تا ۳ درجه سانتی‌گراد در قاره استرالیا می‌تواند علاوه بر الگوهای استاندارد، برخی از رویدادهای آب و هوایی شدید زیر را به همراه داشته باشد:
- سرعت باد طوفان‌های گرمسیری می‌تواند ۵ تا ۱۰ درصد افزایش یابد.
- در ۱۰۰ سال آینده، جزر و مد شدید در امتداد ساحل شرقی ویکتوریا ۱۲ تا ۱۶ درصد افزایش خواهد یافت.
- شاخص‌های خطر آتش‌سوزی جنگل‌ها در نیو ساوت ولز و استرالیای غربی ۱۰ درصد افزایش می‌یابد و شاخص‌های خطر آتش‌سوزی جنگل‌ها در جنوب، مرکز و شمال شرق استرالیا بیش از ۱۰ درصد افزایش می‌یابد.

## موج‌های گرما
گزارشی در سال ۲۰۱۴ نشان داد که به دلیل تغییر در الگوهای آب و هوایی، موج‌های گرما به‌طور فزاینده‌ای بیشتر و شدیدتر شده‌اند، با شروع زودتر فصل و مدت طولانی‌تر.
از سال ۱۹۱۰ که ثبت دما آغاز شد، میانگین دما ۱ درجه سانتی‌گراد افزایش یافته است که بیشتر این تغییر از سال ۱۹۵۰ به بعد رخ داده است. این دوره شاهد افزایش فراوانی و شدت رویدادهای گرمای شدید بوده است.
تابستان ۲۰۱۳–۲۰۱۴ برای کل استرالیا گرم‌تر از حد معمول بود. ویکتوریا و استرالیای جنوبی شاهد دمای بی‌سابقه‌ای بودند. آدلاید در مجموع ۱۳ روز دمای ۴۰ درجه سانتی‌گراد یا بیشتر را ثبت کرد که ۱۱ روز آن به ۴۲ درجه سانتی‌گراد یا بیشتر رسید و همچنین پنجمین روز گرم خود را در تاریخ ۱۴ ژانویه با دمای ۴۵٫۱ درجه سانتی‌گراد ثبت کرد. تعداد روزهای بالای ۴۰ درجه سانتی‌گراد رکورد قبلی تابستان ۱۸۹۷–۱۸۹۸ را که ۱۱ روز بالای ۴۰ درجه سانتی‌گراد ثبت شده بود، شکست. ملبورن شش روز بالای ۴۰ درجه سانتی‌گراد را ثبت کرد، در حالی که دمای شب بسیار گرم‌تر از حد معمول بود و برخی از شب‌ها به زیر ۳۰ درجه سانتی‌گراد نمی‌رسید. به‌طور کلی، تابستان ۲۰۱۳–۲۰۱۴ سومین تابستان گرم ثبت شده برای ویکتوریا، پنجمین گرم‌ترین رکورد برای نیو ساوت ولز و ششمین گرم‌ترین رکورد برای استرالیای جنوبی بود. این موج گرما به‌طور مستقیم به تغییرات اقلیمی مرتبط است، که برای رویدادهای خاص آب و هوایی غیرمعمول است.
پس از رویداد ۲۰۱۴، پیش‌بینی شد که دما ممکن است تا سال ۲۰۳۰ تا ۱٫۵ درجه سانتی‌گراد افزایش یابد.
سال ۲۰۱۵ پنجمین سال گرم استرالیا بود که روند افزایش بی‌سابقه دما در سراسر کشور را ادامه داد. طبق گزارش شورای اقلیم استرالیا در سال ۲۰۱۷، استرالیا گرم‌ترین زمستان خود را از نظر میانگین حداکثر دما ثبت کرد که به نزدیک به ۲ درجه سانتی‌گراد بالاتر از میانگین رسید. ژانویه ۲۰۱۹ گرم‌ترین ماه در استرالیا بود که میانگین دما از ۳۰ درجه سانتی‌گراد (۸۶ درجه فارنهایت) فراتر رفت.